# 앙스라레구

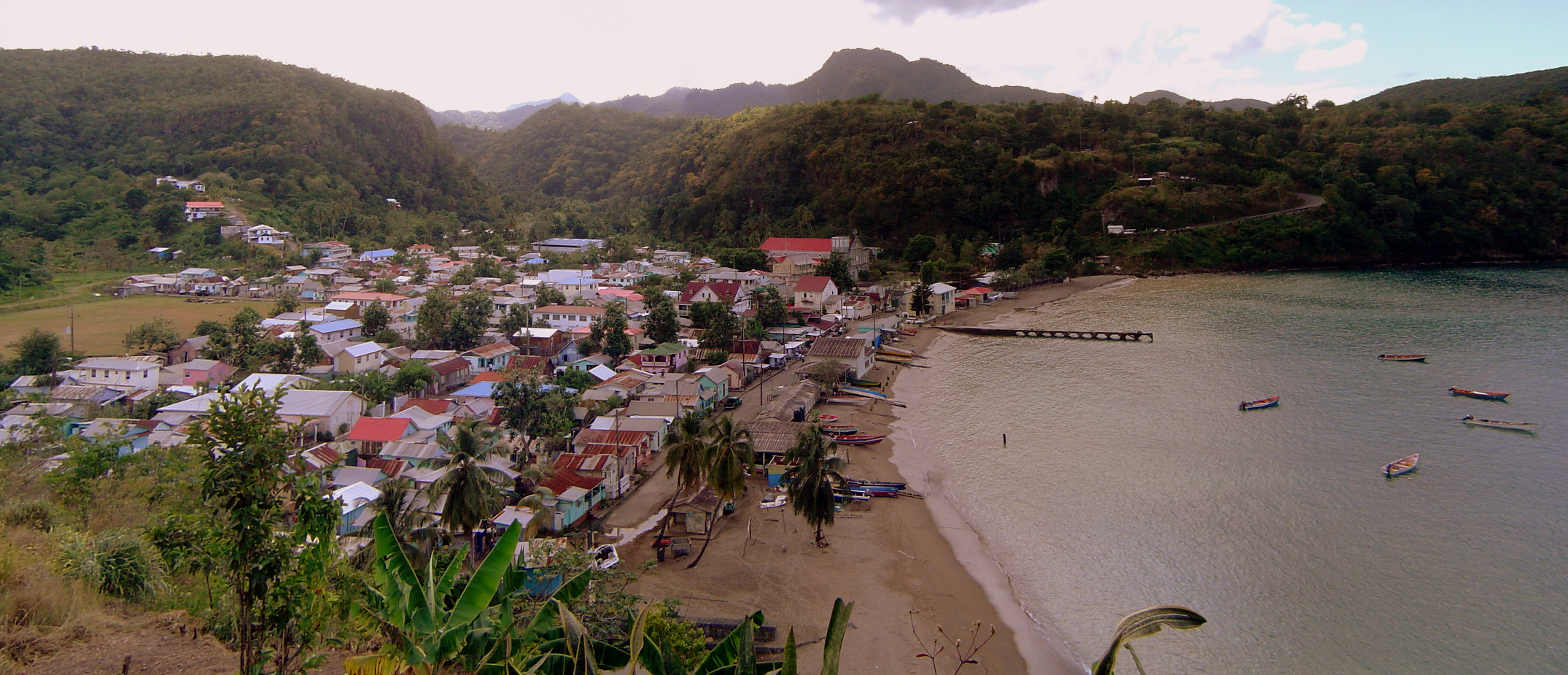
앙스라레 구

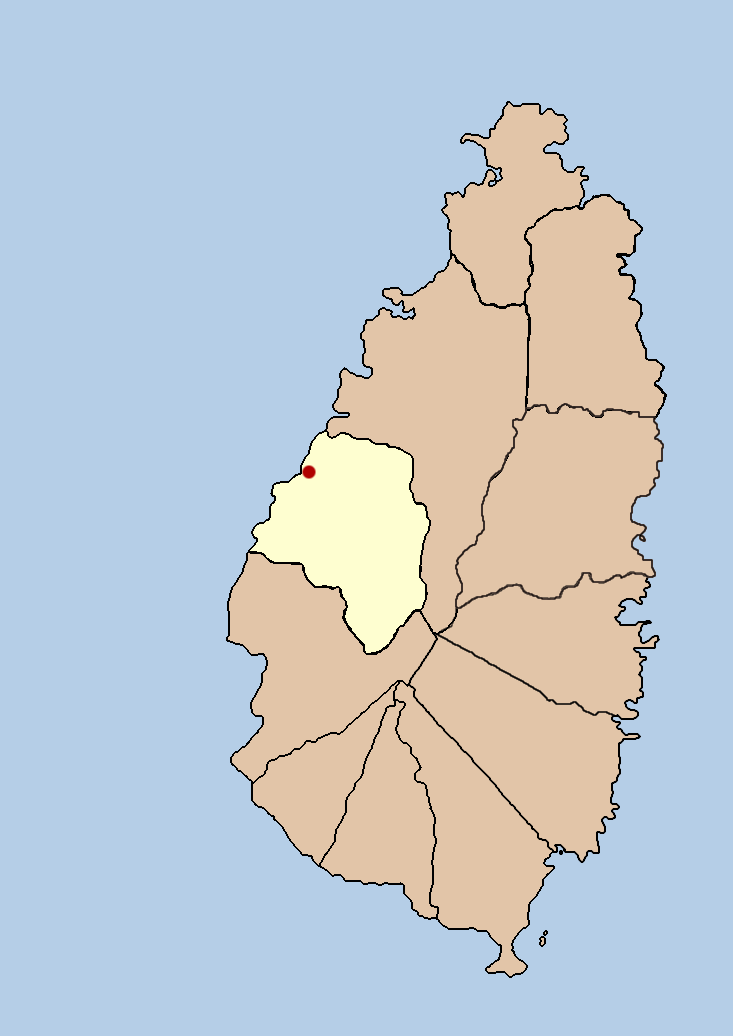
앙스라레 구의 위치

앙스라레구(영어: Anse la Raye Quarter)는 세인트루시아 서부에 위치한 구로 면적은 31km2, 인구는 6,071명(2001년 기준)이다.